# Toxikologie

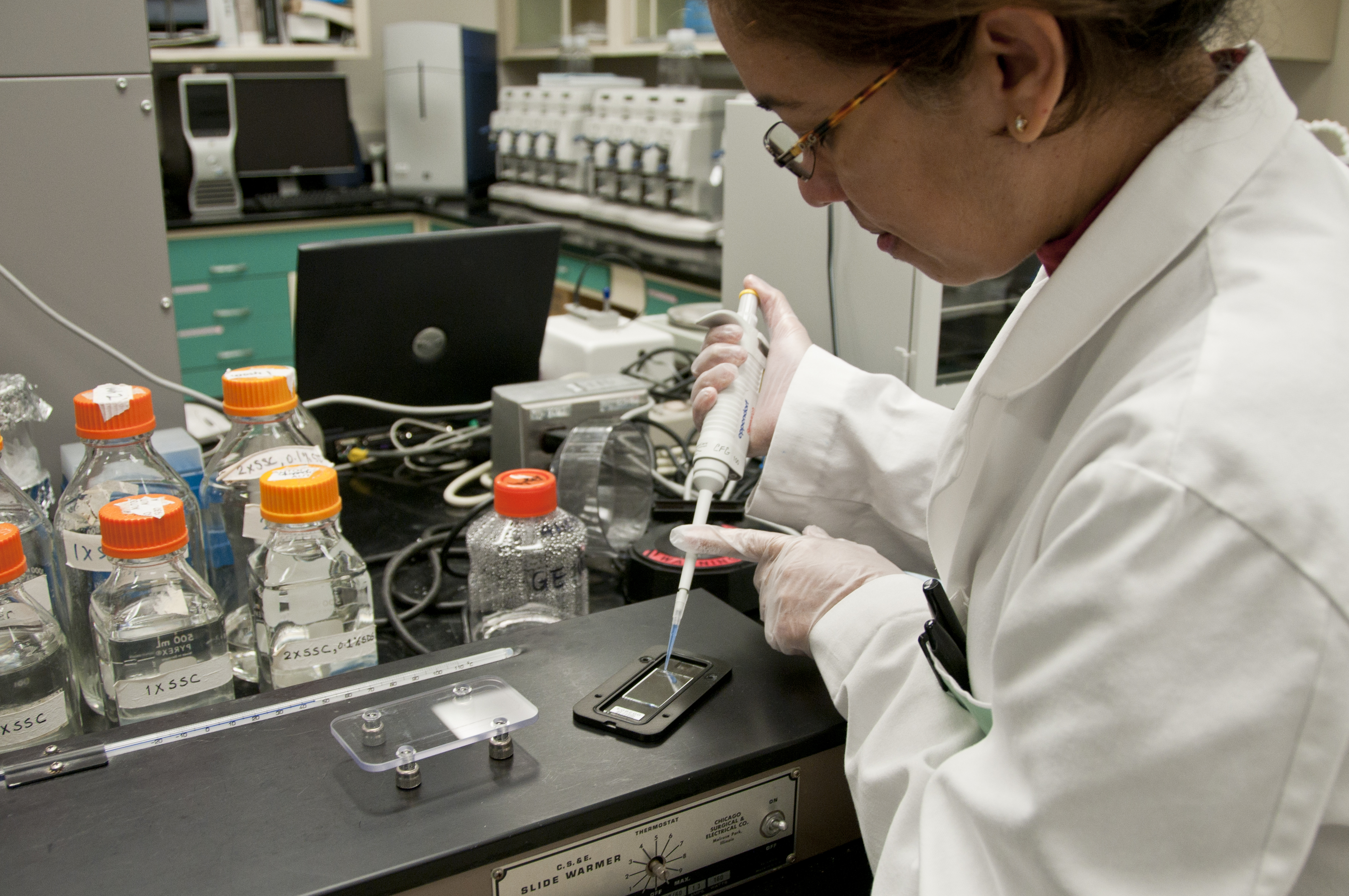

Die Toxikologie (altgriechisch τοξικολογία toxikologia, deutsch ‚Giftkunde‘), älter auch Toxologie, ist die Lehre von den Giftstoffen, den Vergiftungen und deren Behandlung. Sie ist ein interdisziplinäres Fachgebiet, das meist der Pharmakologie angegliedert ist. Ihr Beschäftigungsfeld überschneidet sich dort mit dem der Biochemie, wo die molekularen Grundlagen der Vergiftungen aufgeklärt werden. Daher sind auch viele Chemiker und Biochemiker als Toxikologen tätig.

## Wortherkunft
Das griechische Wort τοξικον toxikon stammt von τόξον toxon „Bogen (des Bogenschützen)“, mit dem ein (Gift-)Pfeil abgeschossen wird. Es bezieht sich ursprünglich auf das Pfeilgift. Die Pfeilspitze wurde zwecks schneller tödlicher Wirkung mit bakteriell verseuchtem Leichengift oder mit toxisch wirkenden Pflanzenstoffen präpariert. Als Pflanzenstoffe dienten solche, die örtliche Entzündungen hervorriefen, das Herz zum Stillstand brachten und die Muskeln oder die Atmung lähmten. Die Toxikologie, in ihrer modernen Form begründet von Mathieu Orfila, ist damit die Lehre von den schädlichen Wirkungen chemischer Stoffe auf lebende Organismen.

Die ältere Bezeichnung Iologie leitet sich aus dem gleichen Umfeld ab, nämlich von ios (ιός), dem Pfeil und damit übertragen auch dem Gift. Die Bezeichnung wird heute spezifisch für die antike frühe Toxikologie verwendet, insbesondere der Alexandrinischen Schule der Medizin.

## Giftigkeit von Substanzen
Bei der Frage nach der Giftigkeit (Toxizität) eines Stoffes ist in der Regel die Menge bzw. die Konzentration des betreffenden Stoffes wichtig. Manche Substanzen wirken in geringen Mengen günstig auf den Körper, sind aber in höheren Konzentrationen gefährlich. Alle Substanzen sind ab einer bestimmten (von der Verabreichungsart und anderen Faktoren abhängigen) Dosis tödlich.

„… Alle Dinge sind Gift und Nichts ist ohne Gift; allein die Dosis macht das ein Ding kein Gift ist …“

Eine andere Form dieses Satzes stammt von dem griechischen Arzt Eryximachos um 350 v. Chr.
Die Anwesenheit einer potentiell giftigen Substanz in einem Organismus führt nicht zwingend zu einer Vergiftung. Gleichwohl kann die übermäßige Einnahme eines medizinischen Medikaments eine Vergiftung verursachen. Die Giftigkeit eines Stoffes wird mit der Toxizitätsbestimmung festgestellt. Die Dosis eines bestimmten Stoffes, die für ein Lebewesen tödlich wirkt, nennt man letale Dosis.
Ausnahmen von dieser Regel sind die genverändernden Stoffe. Bei ihnen kann theoretisch schon ein Molekül ausreichen, um ihre Schadwirkung zu entfalten. Es ist daher umstritten, ob für diese Substanzen eine Wirkungsschwelle angegeben werden sollte. Eine weitere Ausnahme von dieser Regel bilden die Allergene – auch hier reicht theoretisch ein einziges Molekül aus, um eine allergische Reaktion auszulösen. Von den allergischen Reaktionen zu trennen sind die stofflichen Unverträglichkeiten (z. B. Lebensmittel oder Medikamente), bei denen das Dosis/Wirkungsprinzip gilt.